# Cal Xarret (Sant Pere de Riudebitlles)
Cal Xarret és un edifici del municipi de Sant Pere de Riudebitlles (Alt Penedès) que forma part de l'Inventari del Patrimoni Arquitectònic de Catalunya. L'edifici fou construït l'anmy 1897.

## Descripció
Cal Xarret està situada al carrer Nou, dintre del sector d'eixample del segle xviii. Es tracta d'una casa entre mitgeres, de planta baixa i pis. L'estructura de la façana, de composició senzilla i pràcticament simètrica, presenta un conjunt d'obertures rectangular, balconada suportada per mènsules, gran cornisa i coronament amb palmetes. La simplicitat de línies i la utilització de motius clàssics permeten inscriure aquest edifici en el llenguatge de l'eclecticisme.